# European League maschile 2016
L'European League di pallavolo maschile 2016 si è svolta dal 3 giugno al 2 luglio 2016: al torneo hanno partecipato otto squadre nazionali europee e la vittoria finale è andata per la prima volta all'Estonia.

## Regolamento

### Formula
Le squadre hanno disputato una prima fase a gironi con formula del girone all'italiana, con gare di andata e ritorno: al termine della prima fase, la prima classificata di ogni girone, la migliore seconda classificata e la squadra del paese organizzatore (se questa rientra tra i precedenti criteri di qualificazione si è qualificata la seconda migliore seconda classificata) hanno acceduto alla fase finale strutturata in semifinali, finale per il terzo posto e finale.

### Criteri di classifica
Se il risultato finale è stato di 3-0 o 3-1 sono stati assegnati 3 punti alla squadra vincente e 0 a quella sconfitta, se il risultato finale è stato di 3-2 sono stati assegnati 2 punti alla squadra vincente e 1 a quella sconfitta.
L'ordine del posizionamento in classifica è stato definito in base a:
- Numero di partite vinte;
- Punti;
- Ratio dei set vinti/persi;
- Ratio dei punti realizzati/subiti;
- Risultati degli scontri diretti.

## Squadre partecipanti
| Squadra            | Qualificazione | Ultima partecipazione |
| ------------------ | -------------- | --------------------- |
| Albania            | Wild card      | Debutto               |
| Austria            | Wild card      | European League 2015  |
| Bielorussia        | Wild card      | European League 2015  |
| Bulgaria           | Wild card      | Debutto               |
| Danimarca          | Wild card      | European League 2015  |
| Estonia            | Wild card      | European League 2015  |
| Lussemburgo        | Wild card      | Debutto               |
| Macedonia del Nord | Wild card      | European League 2015  |

## Torneo

### Fase a gironi
| Girone A           | Girone B    |
| ------------------ | ----------- |
| Albania            | Austria     |
| Bulgaria           | Bielorussia |
| Danimarca          | Estonia     |
| Macedonia del Nord | Lussemburgo |

#### Girone A

##### Risultati
| 10 giugno 2016 Palazzo della cultura e dello sport, Varna Durata: 1h:37 - Spettatori: 150   | Albania            | 0 - 3 | Macedonia del Nord | 17-25, 23-25, 18-25               |
| 10 giugno 2016 Palazzo della cultura e dello sport, Varna Durata: 2h:31 - Spettatori: 1 100 | Bulgaria           | 3 - 2 | Danimarca          | 24-26, 22-25, 25-21, 27-25, 16-14 |
| 11 giugno 2016 Palazzo della cultura e dello sport, Varna Durata: 2h:26 - Spettatori: 150   | Macedonia del Nord | 3 - 2 | Danimarca          | 25-27, 25-21, 18-25, 25-20, 20-18 |
| 11 giugno 2016 Palazzo della cultura e dello sport, Varna Durata: 1h:24 - Spettatori: 1 100 | Albania            | 0 - 3 | Bulgaria           | 17-25, 17-25, 15-25               |
| 12 giugno 2016 Palazzo della cultura e dello sport, Varna Durata: 1h:23 - Spettatori: 75    | Danimarca          | 3 - 0 | Albania            | 25-18, 25-22, 25-19               |
| 12 giugno 2016 Palazzo della cultura e dello sport, Varna Durata: 2h:11 - Spettatori: 1 050 | Macedonia del Nord | 3 - 1 | Bulgaria           | 31-29, 15-25, 25-21, 25-21        |
| 16 giugno 2016 Sportski Centar Boris Trajkovski, Skopje Durata: 2h:12 - Spettatori: 100     | Danimarca          | 1 - 3 | Bulgaria           | 25-22, 17-25, 24-26, 15-25        |
| 16 giugno 2016 Sportski Centar Boris Trajkovski, Skopje Durata: 2h:34 - Spettatori: 1 500   | Macedonia del Nord | 3 - 2 | Albania            | 23-25, 25-23, 20-25, 25-18, 15-10 |
| 17 giugno 2016 Sportski Centar Boris Trajkovski, Skopje Durata: 1h:20 - Spettatori: 50      | Bulgaria           | 3 - 0 | Albania            | 25-19, 25-19, 25-19               |
| 17 giugno 2016 Sportski Centar Boris Trajkovski, Skopje Durata: 1h:34 - Spettatori: 2 000   | Danimarca          | 0 - 3 | Macedonia del Nord | 19-25, 23-25, 23-25               |
| 18 giugno 2016 Sportski Centar Boris Trajkovski, Skopje Durata: 1h:21 - Spettatori: 50      | Albania            | 0 - 3 | Danimarca          | 17-25, 19-25, 18-25               |
| 18 giugno 2016 Sportski Centar Boris Trajkovski, Skopje Durata: 2h:05 - Spettatori: 1 300   | Bulgaria           | 1 - 3 | Macedonia del Nord | 25-18, 21-25, 23-25, 25-27        |

##### Classifica
| Pos | Squadra            | Pt | G | V | P | SV | SP | Ratio | PF  | PS  | Ratio |
| --- | ------------------ | -- | - | - | - | -- | -- | ----- | --- | --- | ----- |
| 1   | Macedonia del Nord | 16 | 6 | 6 | 0 | 18 | 6  | 3.000 | 562 | 525 | 1.070 |
| 2   | Bulgaria           | 11 | 6 | 4 | 2 | 14 | 9  | 1.555 | 552 | 489 | 1.128 |
| 3   | Danimarca          | 8  | 6 | 2 | 4 | 11 | 12 | 0.916 | 518 | 513 | 1.009 |
| 4   | Albania            | 1  | 6 | 0 | 6 | 2  | 18 | 0.111 | 378 | 483 | 0.782 |

#### Girone B

##### Risultati
| 3 giugno 2016 Sporthalle, Enns Durata: 1h:49 - Spettatori: 540               | Austria     | 3 - 1 | Lussemburgo | 18-25, 25-19, 25-22, 25-15       |
| 3 giugno 2016 Sporthalle, Enns Durata: 1h:53 - Spettatori: 125               | Bielorussia | 1 - 3 | Estonia     | 21-25, 25-22, 20-25, 22-25       |
| 4 giugno 2016 Sporthalle, Enns Durata: 1h:15 - Spettatori: 92                | Lussemburgo | 0 - 3 | Estonia     | 16-25, 14-25, 21-25              |
| 4 giugno 2016 Sporthalle, Enns Durata: 1h:59 - Spettatori: 610               | Austria     | 3 - 1 | Bielorussia | 25-23, 25-17, 22-25, 25-23       |
| 5 giugno 2016 Sporthalle, Enns Durata: 1h:21 - Spettatori: 100               | Lussemburgo | 0 - 3 | Bielorussia | 19-25, 18-25, 20-25              |
| 5 giugno 2016 Sporthalle, Enns Durata: 2h:02 - Spettatori: 1 050             | Estonia     | 3 - 1 | Austria     | 25-14, 25-27, 25-22, 27-25       |
| 18 giugno 2016 Rakvere Spordihall, Rakvere Durata: 1h:37 - Spettatori: 150   | Austria     | 3 - 0 | Bielorussia | 34-32, 25-21, 25-19              |
| 18 giugno 2016 Rakvere Spordihall, Rakvere Durata: 1h:29 - Spettatori: 1 000 | Estonia     | 3 - 0 | Lussemburgo | 25-20, 29-27, 25-14              |
| 19 giugno 2016 Rakvere Spordihall, Rakvere Durata: 1h:23 - Spettatori: 170   | Bielorussia | 3 - 0 | Lussemburgo | 25-17, 25-19, 25-21              |
| 19 giugno 2016 Rakvere Spordihall, Rakvere Durata: 2h:08 - Spettatori: 2 000 | Austria     | 1 - 3 | Estonia     | 14-25, 22-25, 25-23, 32-34       |
| 20 giugno 2016 Rakvere Spordihall, Rakvere Durata: 1h:27 - Spettatori: 80    | Lussemburgo | 0 - 3 | Austria     | 21-25, 26-28, 18-25              |
| 20 giugno 2016 Rakvere Spordihall, Rakvere Durata: 2h:10 - Spettatori: 1 000 | Bielorussia | 2 - 3 | Estonia     | 21-25, 15-25, 25-23, 25-23, 7-15 |

##### Classifica
| Pos | Squadra     | Pt | G | V | P | SV | SP | Ratio | PF  | PS  | Ratio |
| --- | ----------- | -- | - | - | - | -- | -- | ----- | --- | --- | ----- |
| 1   | Estonia     | 17 | 6 | 6 | 0 | 18 | 5  | 3.600 | 571 | 474 | 1.204 |
| 2   | Austria     | 12 | 6 | 4 | 2 | 14 | 8  | 1.750 | 533 | 515 | 1.035 |
| 3   | Bielorussia | 7  | 6 | 2 | 4 | 10 | 12 | 0.833 | 491 | 503 | 0.976 |
| 4   | Lussemburgo | 0  | 6 | 0 | 6 | 1  | 18 | 0.055 | 372 | 475 | 0.783 |

### Fase finale
|  | Semifinali         | Semifinali         | Semifinali |         |                    | Finale             | Finale   | Finale   |  |
|  |                    |                    |            |         |                    |                    |          |          |  |
|  | Macedonia del Nord | Macedonia del Nord | 3          |         |                    |                    |          |          |  |
|  | Macedonia del Nord | Macedonia del Nord | 3          |         |                    |                    |          |          |  |
|  | Austria            | Austria            | 2          |         |                    |                    |          |          |  |
|  | Austria            | Austria            | 2          |         | Macedonia del Nord | Macedonia del Nord | 0        |          |  |
|  |                    |                    |            |         | Macedonia del Nord | Macedonia del Nord | 0        |          |  |
|  |                    |                    | Estonia    | Estonia | 3                  |                    |          |          |  |
|  | Estonia            | Estonia            | Estonia    | Estonia | 3                  | 3                  |          |          |  |
|  | Estonia            | Estonia            |            |         |                    | 3                  |          |          |  |
|  | Bulgaria           | Bulgaria           | 2          |         |                    | 3º posto           | 3º posto | 3º posto |  |
|  | Bulgaria           | Bulgaria           | 2          |         |                    |                    |          |          |  |
|  |                    |                    |            |         |                    |                    |          |          |  |
|  |                    |                    |            |         |                    | Austria            | Austria  | 3        |  |
|  |                    |                    |            |         |                    | Austria            | Austria  | 3        |  |
|  |                    |                    |            |         |                    | Bulgaria           | Bulgaria | 0        |  |

#### Semifinali
| 1º luglio 2016 Palazzo della cultura e dello sport, Varna Durata: 2h:24 - Spettatori: 150   | Macedonia del Nord | 3 - 2 | Austria  | 25-23, 23-25, 17-25, 25-18, 15-13 |
| 1º luglio 2016 Palazzo della cultura e dello sport, Varna Durata: 1h:13 - Spettatori: 1 100 | Estonia            | 3 - 2 | Bulgaria | 25-18, 15-25, 25-19, 14-25, 17-15 |

#### Finale 3º posto
| 2 luglio 2016 Palazzo della cultura e dello sport, Varna Durata: 1h:26 - Spettatori: 900 | Austria | 3 - 0 | Bulgaria | 25-23, 25-21, 25-23 |

#### Finale
| 2 luglio 2016 Palazzo della cultura e dello sport, Varna Durata: 1h:25 - Spettatori: 800 | Macedonia del Nord | 0 - 3 | Estonia | 19-25, 13-25, 23-25 |

## Classifica finale
| Pos | Squadra            | Rosa |
| --- | ------------------ | --- |
|     | Estonia            | Formazione: 3 Pupart, 4 Kreek, 5 K. Toobal, 7 Teppan, 8 Allik, 9 Täht, 10 Losnikov, 11 Venno, 13 A. Toobal, 14 Rikberg, 17 Tammemaa, 18 Tamme, 19 Aganits, 20 Soo, CT: Crețu                                                                               |
|     | Macedonia del Nord | Formazione: 1 Angelovski, 2 Ǵ. Ǵorǵiev, 3 Josifov, 4 N. Ǵorǵiev, 6 Despotovski, 7 Nakov, 8 Ljaftov, 9 Simovski, 10 Klopčeski, 12 Nikolovski, 13 Simovski, 14 Andonov, 16 Iliev, 18 Mihailov, CT: Ristoski                                                  |
|     | Austria            | Formazione: 1 Kroiss, 3 Wohlfahrtstätter, 4 Jurkovics, 5 Tröthann, 6 Menner, 7 Koraimann, 8 Tusch, 9 Zass, 12 Berger, 13 Thaller, 14 Ringseis, 15 Grabmüller, 16 Unterberger, 18 Buchegger, 20 Michel, 21 Harthaller, CT: Warm                             |
| 4   | Bulgaria           | Formazione: 1 Atanasov, 2 Genov, 3 Mančev, 5 Gocev, 6 Ivanov, 8 Lapkov, 9 Dimitrov, 11 Černokožev, 12 Jeliazkov, 13 J. Georgiev, 14 Penčev, 15 Latunov, 17 Karakašev, 18 Bajrev, 19 K'osev, 20 Jordanov, 21 K. Georgiev, 22 Kărtev, 23 Čalăkov, CT: Živkov |
| 5   | Danimarca          | Formazione: 1 Jensen, 3 Bitsch, 4 Andersen, 5 Gade, 6 Mørkeberg Sørensen, 8 Jacobsen, 9 Özari, 10 M. Møllgaard, 13 Overgaard, 14 O. Møllgaard, 15 Bonnesen, 16 Sørensen, 17 Nielsen, 20 Mikelsons, 23 Hjorth, CT: Trolle                                   |
| 6   | Bielorussia        | Formazione: 1 Radziuk, 2 Audochanka, 3 Nazarau, 5 Busel, 7 Udrys, 8 Vash, 10 Krasneŭski, 11 Zabarouski, 12 Martynau, 14 Pranko, 17 Marozau, 19 Miskevič, 23 Kuklinski, CT: Sinhayevski                                                                     |
| 7   | Albania            | Formazione: 1 Gorenxa, 2 Kola, 4 Koçi, 5 Lisha, 6 Troka, 7 Kajtazi, 8 Husaj, 9 Malaj, 10 Xhelati, 11 Shurdhi, 12 Kula, 13 Pepaj, 14 Qafarena, 16 Bardhi, CT: Melka                                                                                         |
| 8   | Lussemburgo        | Formazione: 1 Husi, 2 De Castro, 3 Gajin, 4 Rychlicki, 5 Maroldt, 6 Braas, 7 Lux, 8 Lentz, 9 Weber, 11 Laevaert, 12 Hoffmann, 13 Erpelding, 14 Zuidberg, 15 Vosahlo, 16 Glesener, 17 Funk, 18 Kiffer, CT: Scholl                                           |

|  |  | Qualificata alla World League 2017 |

## Premi individuali
| Premio                | Nome                   | Squadra            |
| --------------------- | ---------------------- | ------------------ |
| MVP                   | Robert Täht            | Estonia            |
| Miglior palleggiatore | Kert Toobal            | Estonia            |
| Miglior opposto       | Nikola Ǵorǵiev         | Macedonia del Nord |
| Miglior schiacciatore | Robert Täht            | Estonia            |
| Miglior schiacciatore | Alexander Berger       | Austria            |
| Miglior centrale      | Svetoslav Gocev        | Bulgaria           |
| Miglior centrale      | Peter Wohlfahrtstätter | Austria            |
| Miglior libero        | Rait Rikberg           | Estonia            |